# Académie d'Athènes
L’Académie d'Athènes (en grec moderne : Aκαδημία Aθηνών) a été fondée le 18 mars 1926 sous le nom d'Académie des Sciences, Humanités et Beaux-Arts. Portée dès la Révolution grecque, soit près d'un siècle avant son établissement officiel, l'institution a pour objectif de cultiver et de promouvoir les sciences, les lettres et les beaux-arts. Son siège, partie de la « trilogie néoclassique » des architectes danois Christian (en) et Theophil Hansen, constitue l'un des monuments modernes emblématiques d'Athènes.

## Histoire

### La lente genèse d'une académie nationale
Dès 1825, un an après la fondation de l'Académie ionienne, des intellectuels de la République des îles Ioniennes appellent de leurs vœux la création d'un établissement académique national. En pleine guerre d'indépendance, le projet est soutenu par une vingtaine de lettrés et de patriotes.
Discutée à l'Assemblée nationale d'Argos en 1829 puis au sein du conseil de Régence grec (1833–1835), l'idée peine à se réaliser malgré le soutien de l'élite culturelle que forme la Première école athénienne (en) menée par Aléxandros Rízos Ragávis. La vocation de la future institution demeure longtemps imprécise, entre société savante scientifique et institut culturel et artistique dédié aux beaux-arts.
En 1867, le ministre de l'Éducation Charálampos Christópoulos (en) formule une loi en faveur du projet d'académie. En 1904, Spyrídon Lámpros dresse les lignes directrices de l'institution, reprises quatre années plus tard par le ministre Spyrídon Stáis (en). La création de l'Association internationale des académies (en) en 1918, association à laquelle la Grèce ne pouvait théoriquement prétendre faute d'académie nationale, incite Elefthérios Venizélos à s'engager pour le développement de l'institution. La participation de son pays à la Conférence de la paix de Paris en janvier 1919 rend également criant le besoin de faire valoir les revendications nationales grecques par le biais d'une institution universitaire supérieure. Le projet, porté par le ministre Dimítrios Dígas (el) et Dimítrios Eginítis (el), est cependant suspendu après la défaite du camp vénizéliste lors des élections législatives de 1920,.
Le traumatisme sociétal de la catastrophe d'Asie Mineure attise le besoin de créer une académie à Athènes afin de sauvegarder le patrimoine culturel grec et de cultiver la conscience nationale. Plus d'un siècle après les premières manifestations d'intérêt, l'Académie d'Athènes est officiellement fondée par décret le 18 mars 1926 sous la dictature de Theódoros Pángalos,.

### Rôle et missions de l'institution
L'Académie d'Athènes est une institution nationale définie par sa charte fondatrice ratifiée en 1929. Elle a pour objectif, au travers de ses 19 sites et centres de recherche, le développement et le partage des connaissances dans le domaine des sciences et des arts. Ses membres font figures d'experts et ses recommandations ont vocation à accompagner les politiques publiques de l'État grec et le rayonnement de la culture hellénique.

## Siège de l'institution

### Emplacement
L'Académie forme la « trilogie néoclassique » de bâtiments voisins construits par les frères Hansen. Au nord figure le bâtiment de l'Université d'Athènes, conçu par Christian Hansen, dont la construction précède de vingt ans celle de l'Académie. Dans la continuité, le bâtiment de la Bibliothèque nationale de Grèce, d'après les plans de Theophil Hansen, est mis en chantier environ trois ans après l'achèvement de l'Académie.
Situé rue Panepistimíou, à mi-distance entre la place Sýntagma au sud et la place Omónia au nord-ouest, le siège de l'Académie d'Athènes est desservi par la station Panepistímio de la ligne 2 du métro d'Athènes. La future station Akadimía de la ligne 4 du métro d'Athènes permettra également de desservir le lieu.

### Historique de la construction

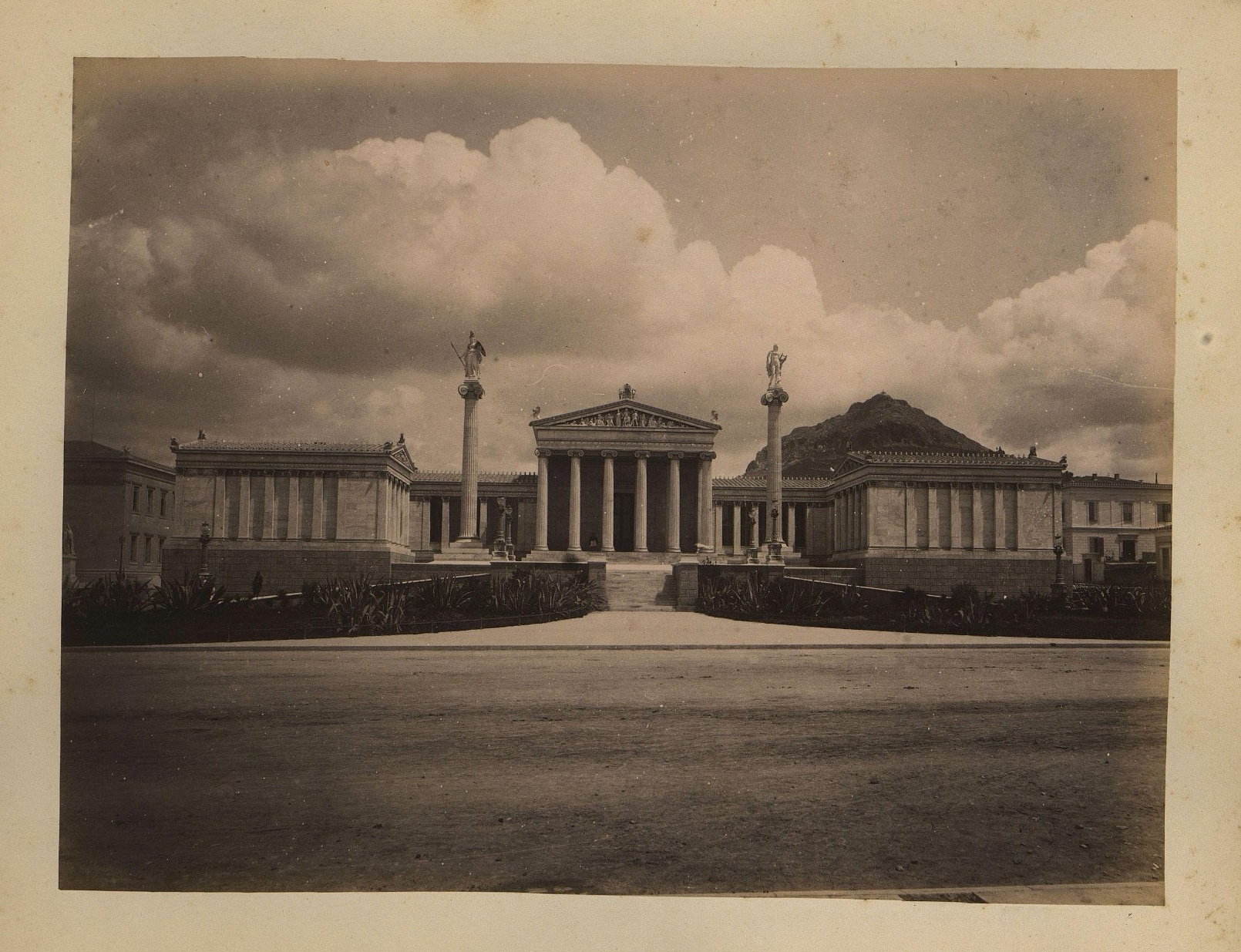
L'édifice vers 1887-1890.

La construction de l'Académie d'Athènes débute en 1859 sur un emplacement défini depuis 1842. Elle est financée par les Grecs de la diaspora de l'époque sur un terrain donné par le monastère de Petrákis. Parmi les principaux bienfaiteurs figurent le baron Simon Sina et son épouse Iphigénie.
L'édifice dessiné par Theophil Hansen n'est achevé qu'en 1885. Á cette date, l'Académie n'est pourtant pas encore créée et il faudra attendre plus de quarante ans pour que l'institution emménage officiellement dans le bâtiment. Le monument est ainsi largement inutilisé entre 1885 et 1926.

### Description du bâtiment

#### Architecture générale et intérieure
Theophil Hansen a opté pour une architecture néoclassique de style ionique (appelé aussi style néo-hellénique), entièrement en marbre blanc du Pentélique et pierres du Pirée. La même combinaison de matériau sera utilisée quelques années plus tard pour la construction de la Bibliothèque nationale de Grèce. Le sculpteur grec Leonídas Dróssis (en), artiste reconnu à l'époque qui enseignera d'ailleurs la sculpture dans cette même Académie, a réalisé l'ensemble sculptural du fronton principal sur le thème de la naissance d'Athéna, d'après un dessin du peintre autrichien Carl Rahl. Cette œuvre lui valut le premier prix à l'Exposition universelle de 1873 à Vienne. Les sculptures en terre cuite des huit frontons annexes, représentant Athéna comme bienfaitrice de l'artisanat et des sciences, sont l'œuvre du sculpteur autrichien Franz Melnitzky,. Les peintures murales et les peintures intérieures ont été réalisées par l'artiste germano-autrichien Christian Griepenkerl,.

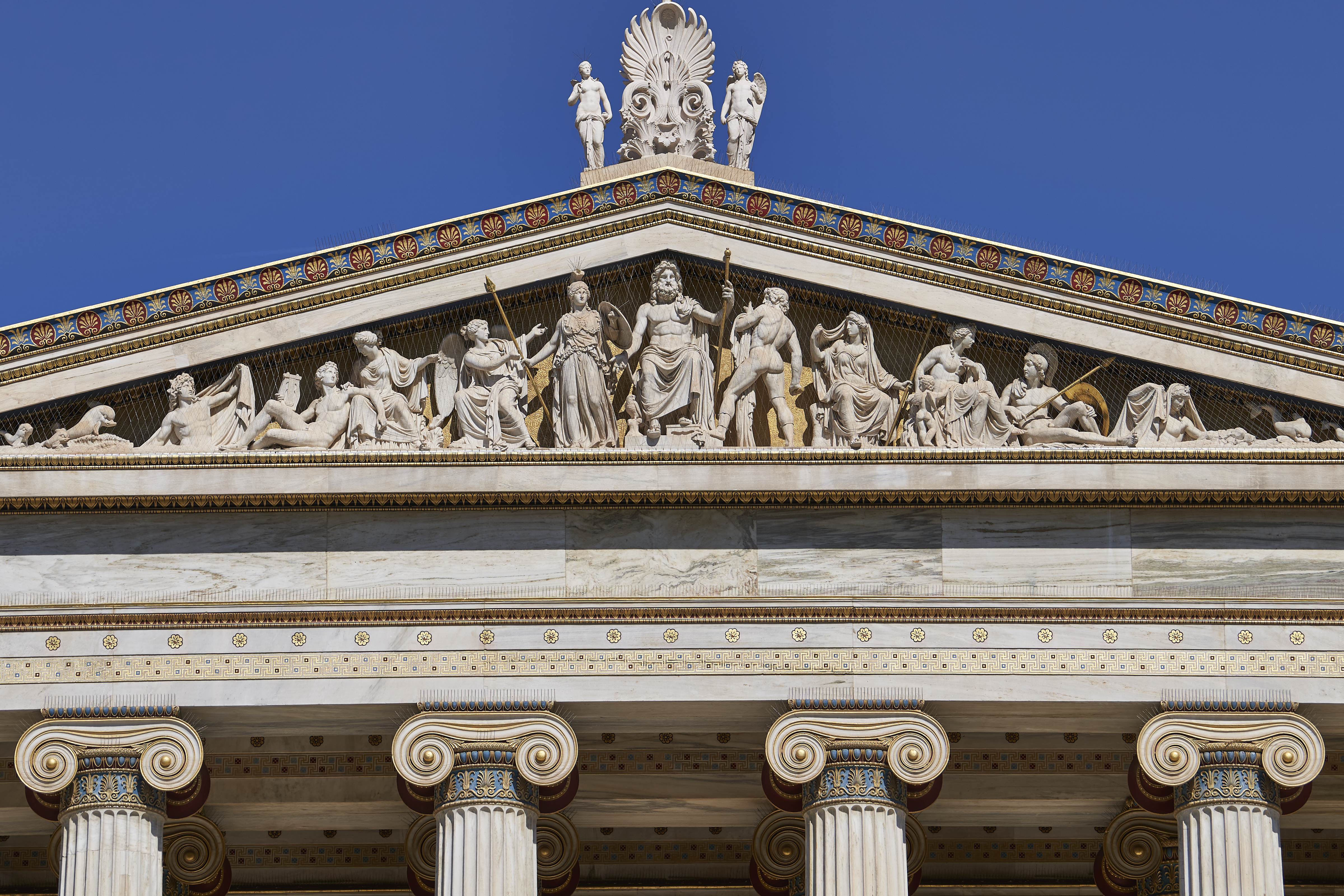
Fronton principal de la façade.
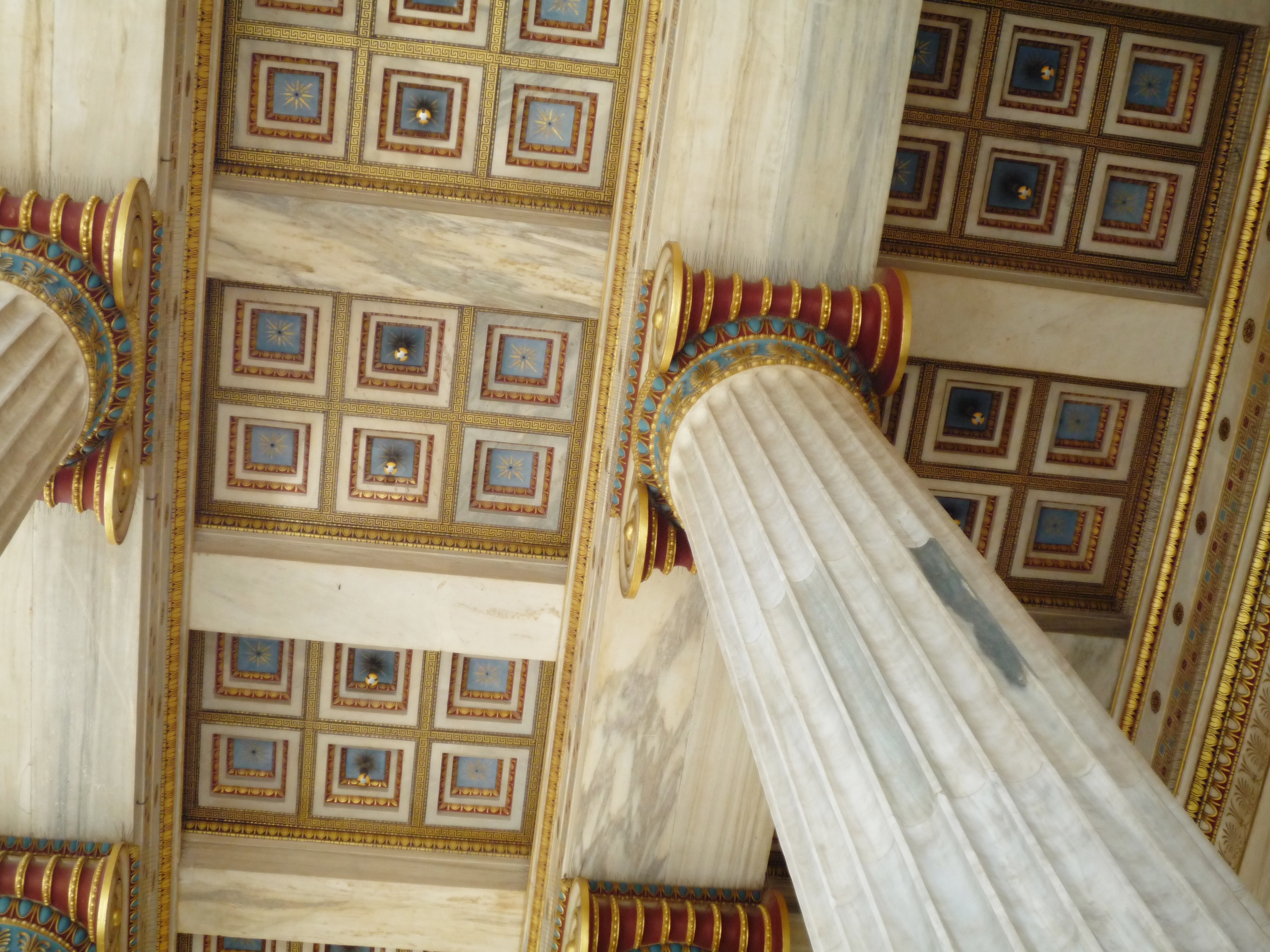
Détail de la voûte du porche.
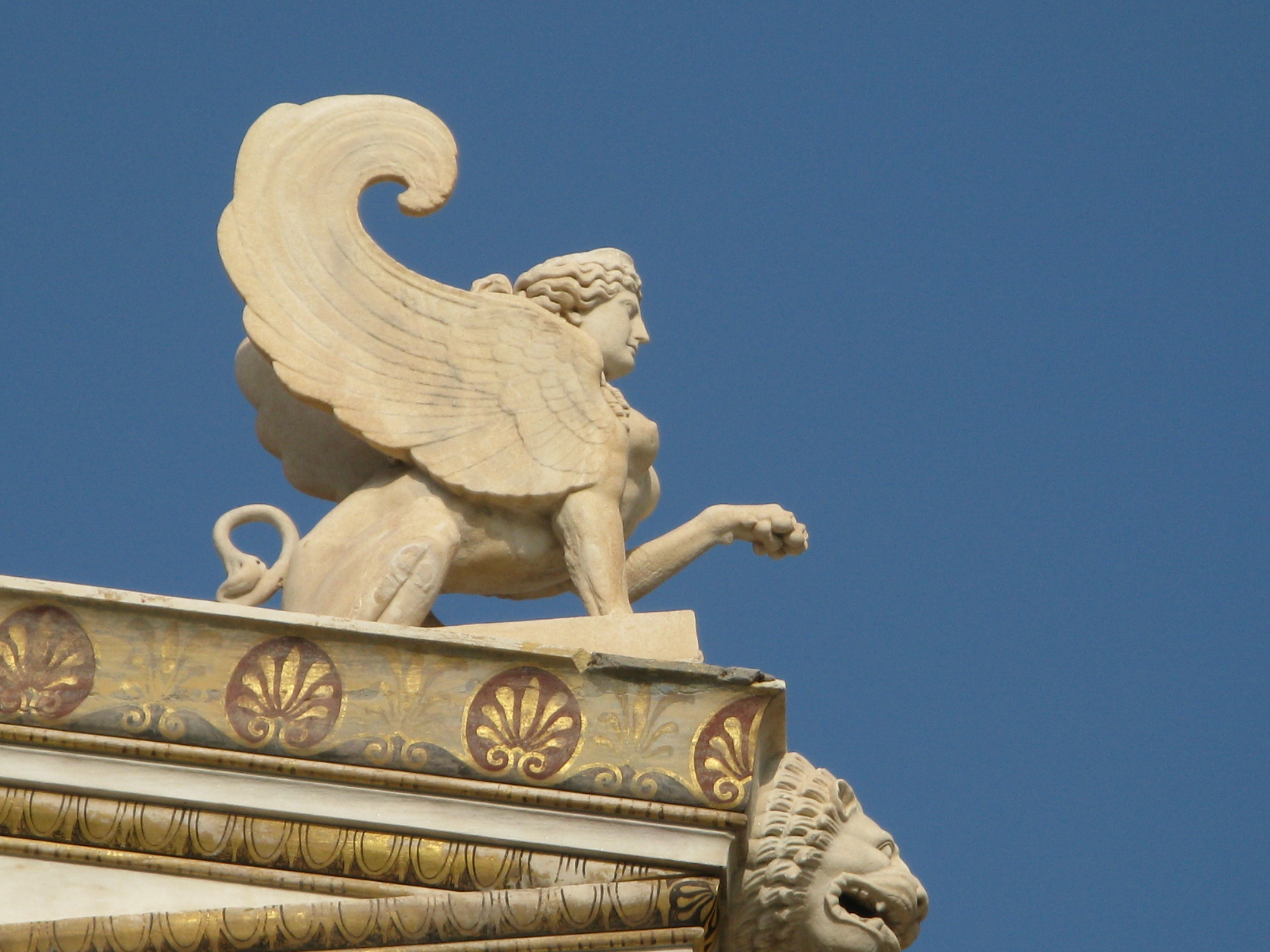
Détail d'un acrotère de la façade sous la forme d'une sphinge.
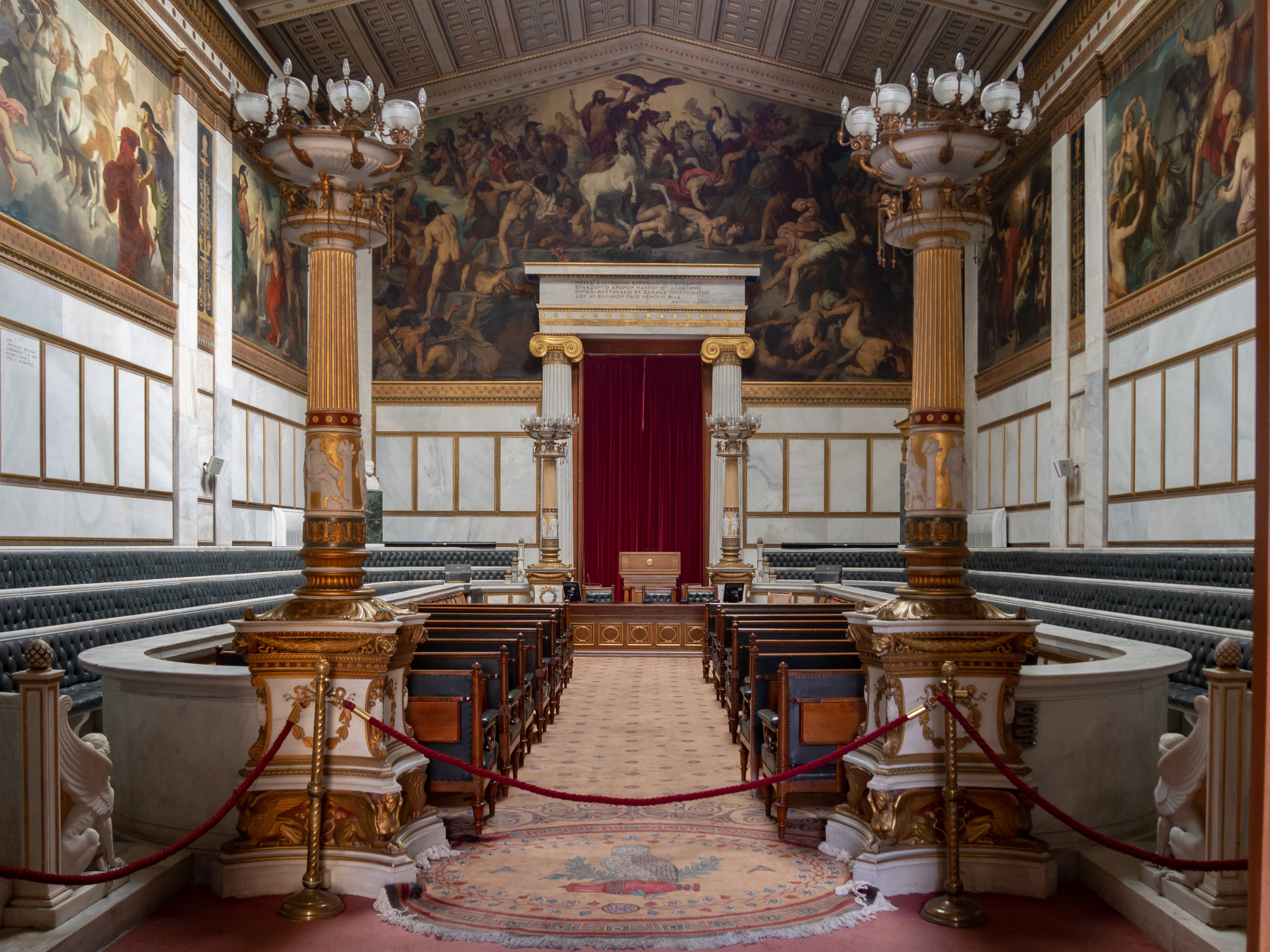
Intérieur du monument.

#### Aménagements extérieurs
Le bâtiment est encadré par deux très hautes colonnes atteignant environ 19 mètres de hauteur, surmontées de statues représentant Athéna (colonne de gauche) et Apollon (colonne de droite). La déesse en armes est représentée d'après le modèle de l'Athéna Promachos de Phidias, tandis qu'Apollon muni d'une lyre ou d'un cithare est à rapprocher de l'Apollon du Belvédère. Tout comme le fronton principal, ces sculptures monumentales sont l'œuvre de Leonídas Dróssis,.

Les escaliers qui mènent à l'Académie d'Athènes sont ornées de deux statues représentant Platon à gauche et Socrate à droite. Elles sont elles aussi des œuvres de Leonídas Dróssis, réalisées après la mort de l'artiste par le sculpteur américain d'origine italienne Attilio Piccirilli (en).

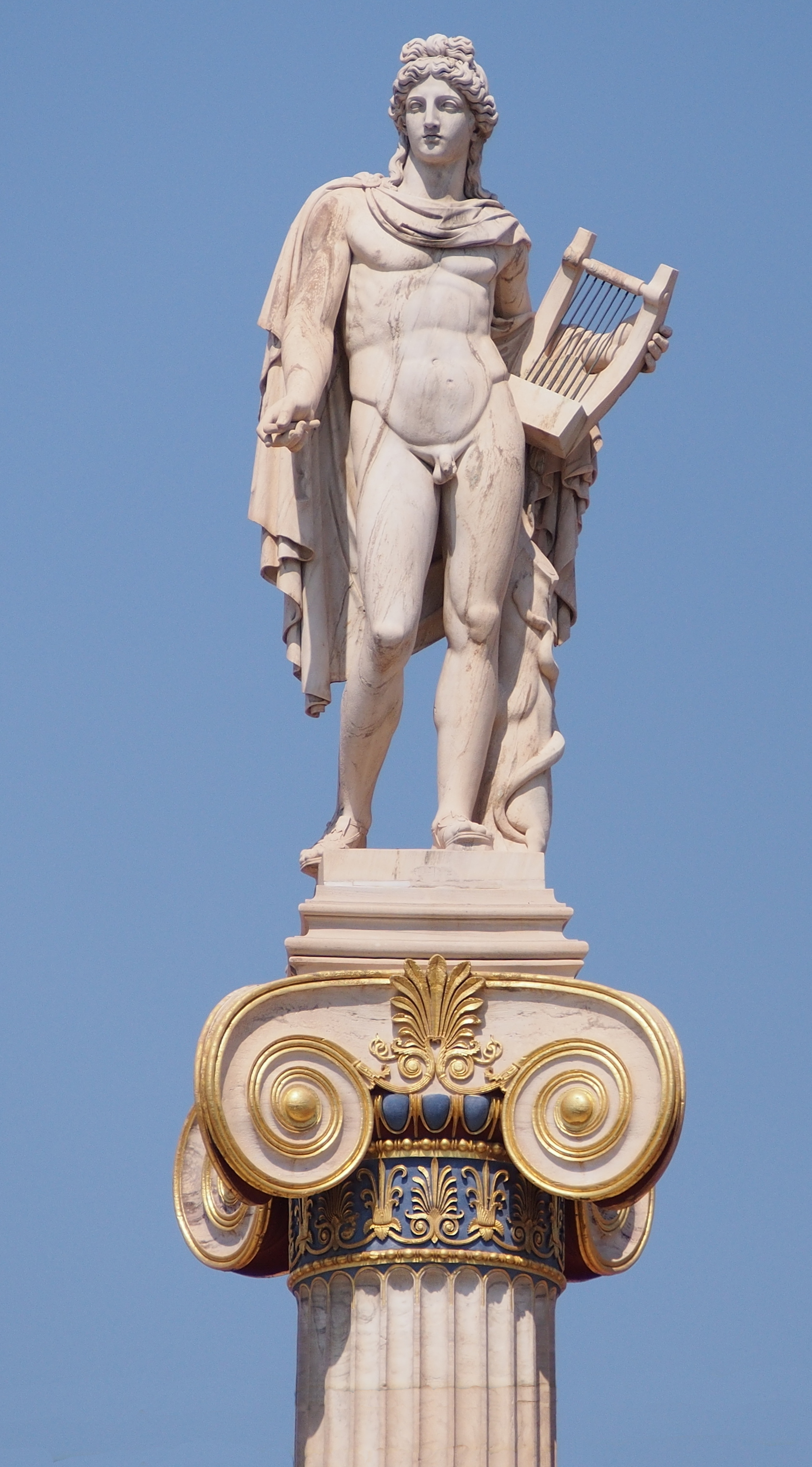
Statue d'Apollon.
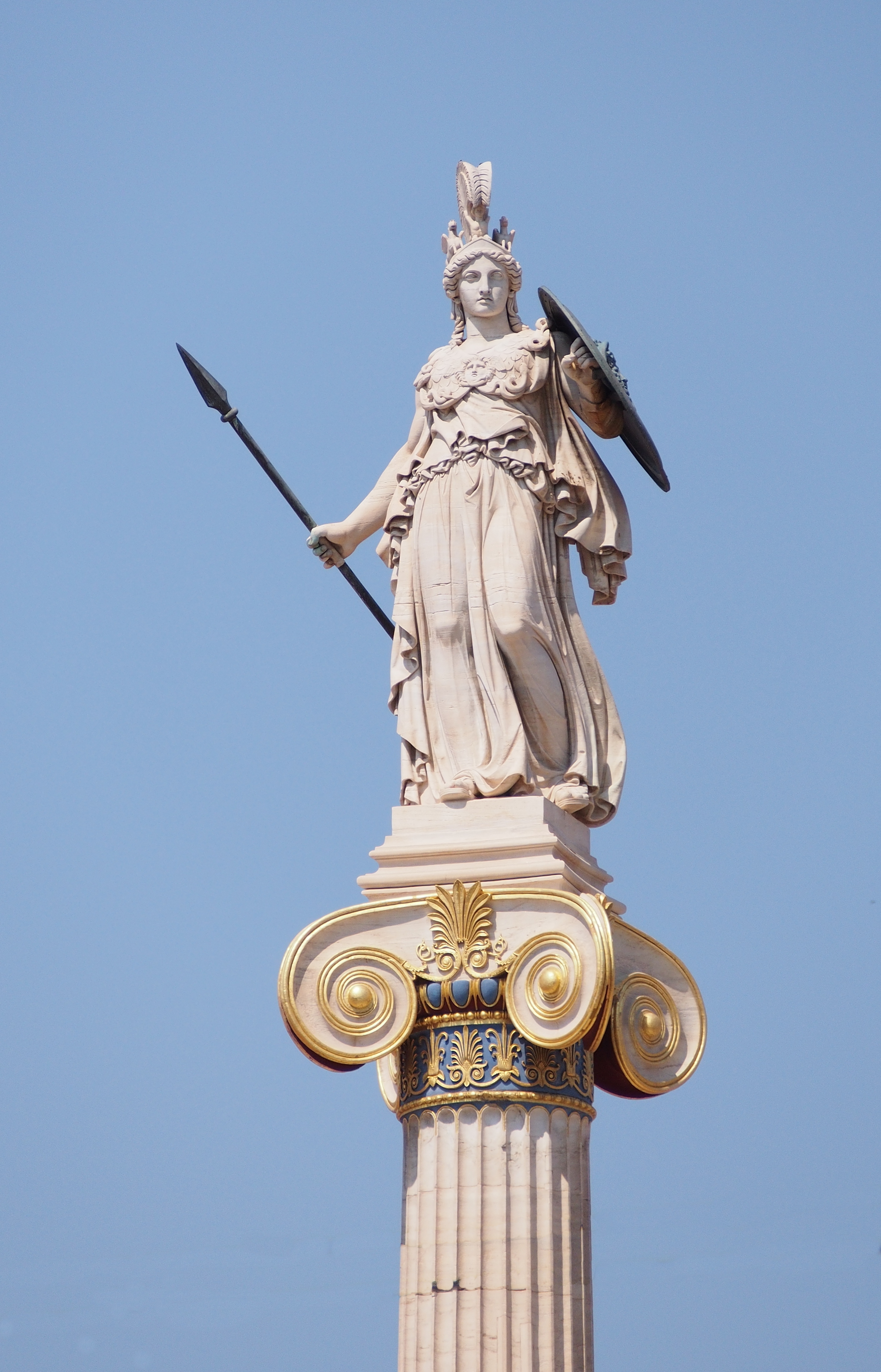
Statue d'Athèna.
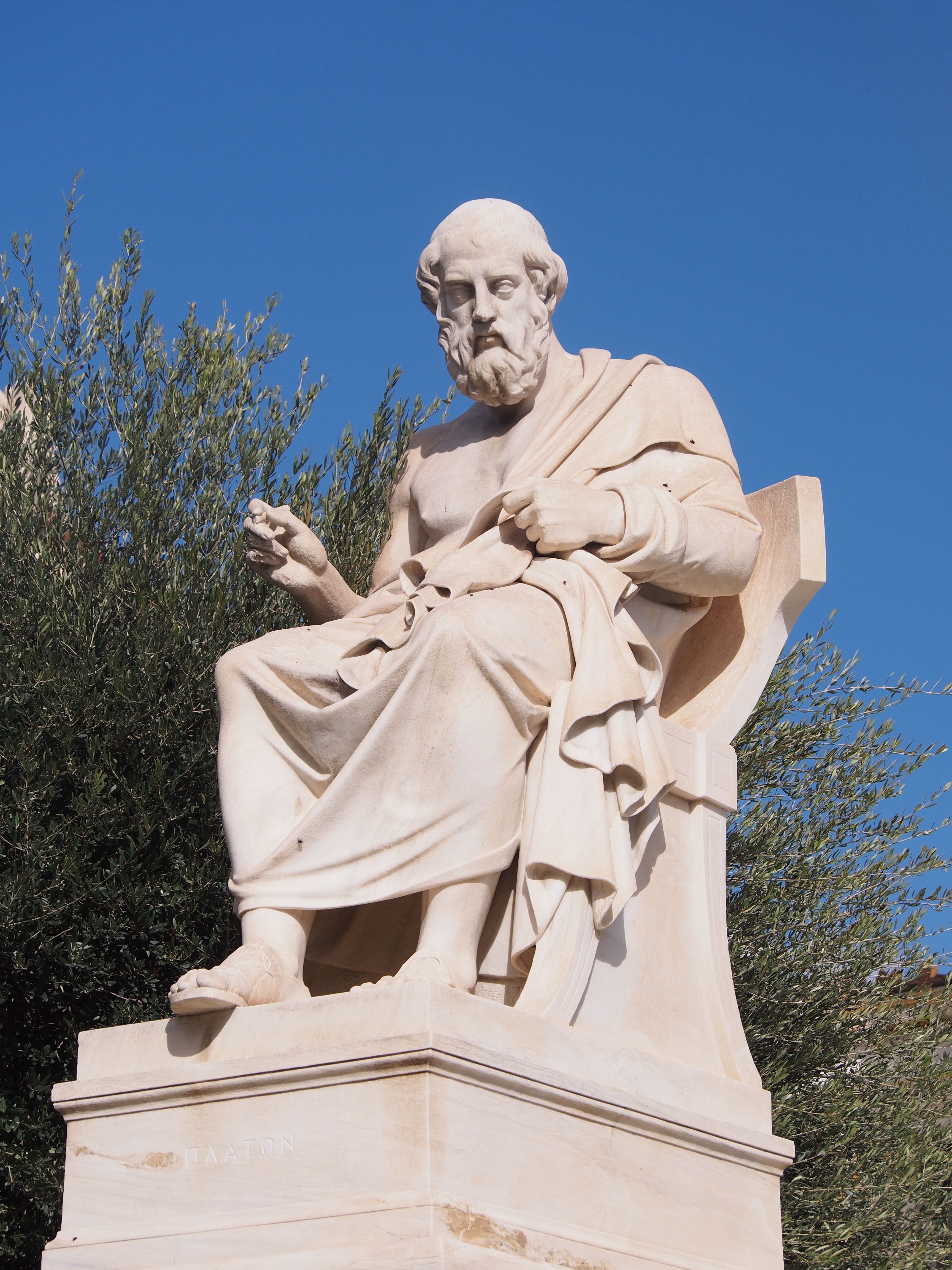
Statue de Platon.
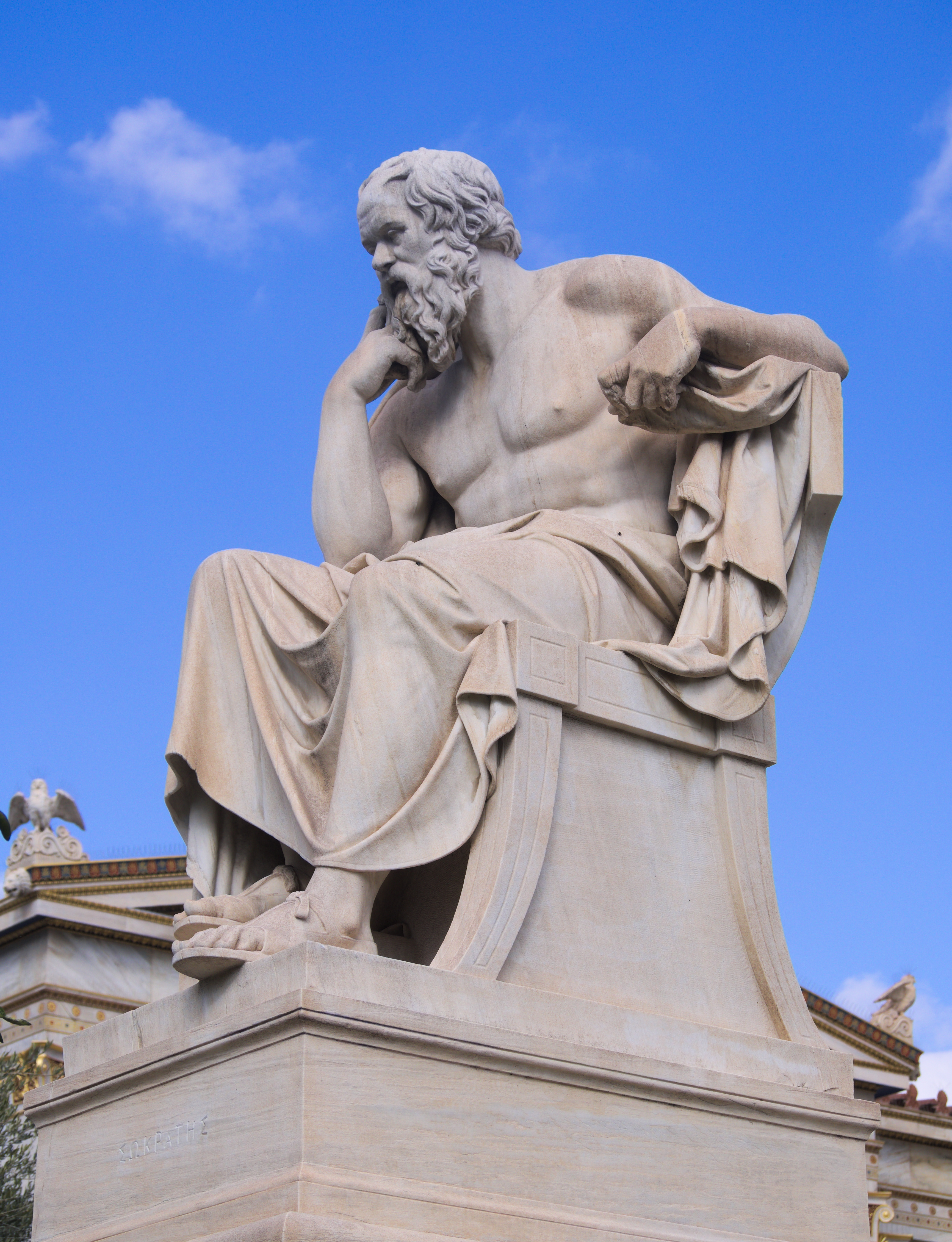
Statue de Socrate.

## Liste des présidents
| Année | Nom                                                      |
| ----- | -------------------------------------------------------- |
| 1926  | Fokion Negris (el)                                       |
| 1927  | Georges Hatzidakis (en)                                  |
| 1928  | Konstantinos Zengelis (el)                               |
| 1929  | Dimitrios Aiginitis (el)                                 |
| 1930  | Kostís Palamás                                           |
| 1931  | Geórgios Stréit                                          |
| 1932  | Alexandros Vournazos (el)                                |
| 1933  | Constantin Raktivan (en)                                 |
| 1934  | Dimitrios Kambouroglous (el)                             |
| 1935  | Michaïl Katsaras (el)                                    |
| 1936  | Theofilos Voreas (el)                                    |
| 1937  | Alexandros Mazarakis-Ainian (en)                         |
| 1938  | Antonios Keramopoulos (en)                               |
| 1939  | Dimitrios Balanos (el)                                   |
| 1940  | Marinos Geroulanos (el)                                  |
| 1941  | Georgios Sotiriou                                        |
| 1942  | Nikolaos Exarchopoulos (el)                              |
| 1943  | Spyridon Dontas (el)                                     |
| 1944  | Constantin Amantos (en)                                  |
| 1945  | Georgios Balis (el)                                      |
| 1946  | Aristotelis Kouzis (el)                                  |
| 1947  | Ioannis Kalitsounakis (el)                               |
| 1948  | Constantin Triantafyllopoulos (el)                       |
| 1949  | Ioannis Politis (el)                                     |
| 1950  | Anastássios Orlándos                                     |
| 1951  | Georgios Maridakis (el)                                  |
| 1952  | Emmanouil Emmanouil (el)                                 |
| 1953  | Sokratis Kougéas (el)                                    |
| 1954  | Grigorios Papamichaïl (el)                               |
| 1955  | Georgios Ioakimoglou (el)                                |
| 1956  | Konstantínos Rhomaíos                                    |
| 1957  | Panagiótis Poulítsas                                     |
| 1958  | Georgios Fokas Kosmetatos (el)                           |
| 1959  | Spyros Melas (el)                                        |
| 1960  | Panagiotis Bratsiotis (el)                               |
| 1961  | Ioannis Trikkalinos (el)                                 |
| 1962  | Epaminondas Thomopoulos (en)                             |
| 1963  | Ioannis Theodorakopoulos (en)                            |
| 1964  | Ioannis Xanthakis (el)                                   |
| 1965  | Geórgios Athanasiádis-Nóvas                              |
| 1966  | Konstantínos Tsátsos                                     |
| 1967  | Maximos Mitsopoulos (el)                                 |
| 1968  | Errikos Skassis (el)                                     |
| 1969  | Amilcar Alivizatos (el)                                  |
| 1970  | Leonidas Zervas (el)                                     |
| 1971  | Spyrídon Marinátos                                       |
| 1972  | Grigorios Kasimatis (el)                                 |
| 1973  | Ilias Mariolopoulos (el)                                 |
| 1974  | Dionýsios Zakythinós                                     |
| 1975  | Panagiotis Zepos (el)                                    |
| 1976  | Nikolaos Louros (el)                                     |
| 1977  | Pétros Charis (el)                                       |
| 1978  | Mikhaíl Stasinópoulos                                    |
| 1979  | César Alexopoulos                                        |
| 1980  | George Mylonas                                           |
| 1981  | Ioannis Karmiris (el)                                    |
| 1982  | Periclès Théocharis (el)                                 |
| 1983  | Menelaos Pallantios (el)                                 |
| 1984  | Georgios Michaïlidis Nouaros (el)                        |
| 1985  | Loukas Moussoulos (el)                                   |
| 1986  | Konstantinos Trypanis (en)                               |
| 1987  | Constantin Bonis (el)                                    |
| 1988  | Georgios Merikas (el)                                    |
| 1989  | Solon Kydoniatis (el)                                    |
| 1990  | Georges Vlachos (el)                                     |
| 1991  | Ioannis Toumbas (en)                                     |
| 1992  | Michaïl Sakellariou (el)                                 |
| 1993  | Constantin Despotopoulos (en)                            |
| 1994  | Themistoklis Diannelidis (el)                            |
| 1995  | Manoussos Manoussakas (el)                               |
| 1996  | Giánkos Pesmazóglou                                      |
| 1997  | Nicolaos Matsaniotis (el)                                |
| 1998  | Agapitos Tsopanakis (el)                                 |
| 1999  | Georgios Mitsopoulos (el)                                |
| 2000  | Nicolaos K. Artemiadis (el)                              |
| 2001  | Nicolaos Conomis (el)                                    |
| 2002  | Ioannis Zizioulas (en), évêque titulaire de Pergame (en) |
| 2003  | Gregory Skalkéas (el)                                    |
| 2004  | Spýros Iakovídis                                         |
| 2005  | Emmanuel Roucounas (el)                                  |
| 2006  | Constantinos Stefanis (el)                               |
| 2007  | Panayotis Vocotopoulos                                   |
| 2008  | Constantinos Drakatos (el)                               |
| 2009  | Panos Ligomenidis                                        |
| 2010  | Constantinos Svolopoulos (el)                            |
| 2011  | Apostolos S. Georgiades (el)                             |
| 2012  | George Contopoulos                                       |
| 2013  | Spyros A. Evangelatos (el)                               |
| 2014  | Epaminondas Spiliotopoulos (el)                          |
| 2015  | Dimitrios Nanopoulos (en)                                |
| 2016  | Thanásis Valtinós                                        |
| 2017  | Loukás Papadímos                                         |
| 2018  | Anthony Kounadis (en)                                    |
| 2019  | Stéphanos Imellos                                        |
| 2020  | Ánna Benáki-Psaroúda                                     |
| 2021  | Loukás G. Christofórou                                   |
| 2022  | Antónios Rengákos                                        |
| 2023  | Michaíl Stathópoulos (el)                                |